# Bad Driburg
Bad Driburg – miasto uzdrowiskowe w Niemczech, położone w kraju związkowym Nadrenia Północna-Westfalia, w rejencji Detmold, w powiecie Höxter. W 2010 roku liczyło 18 959 mieszkańców.

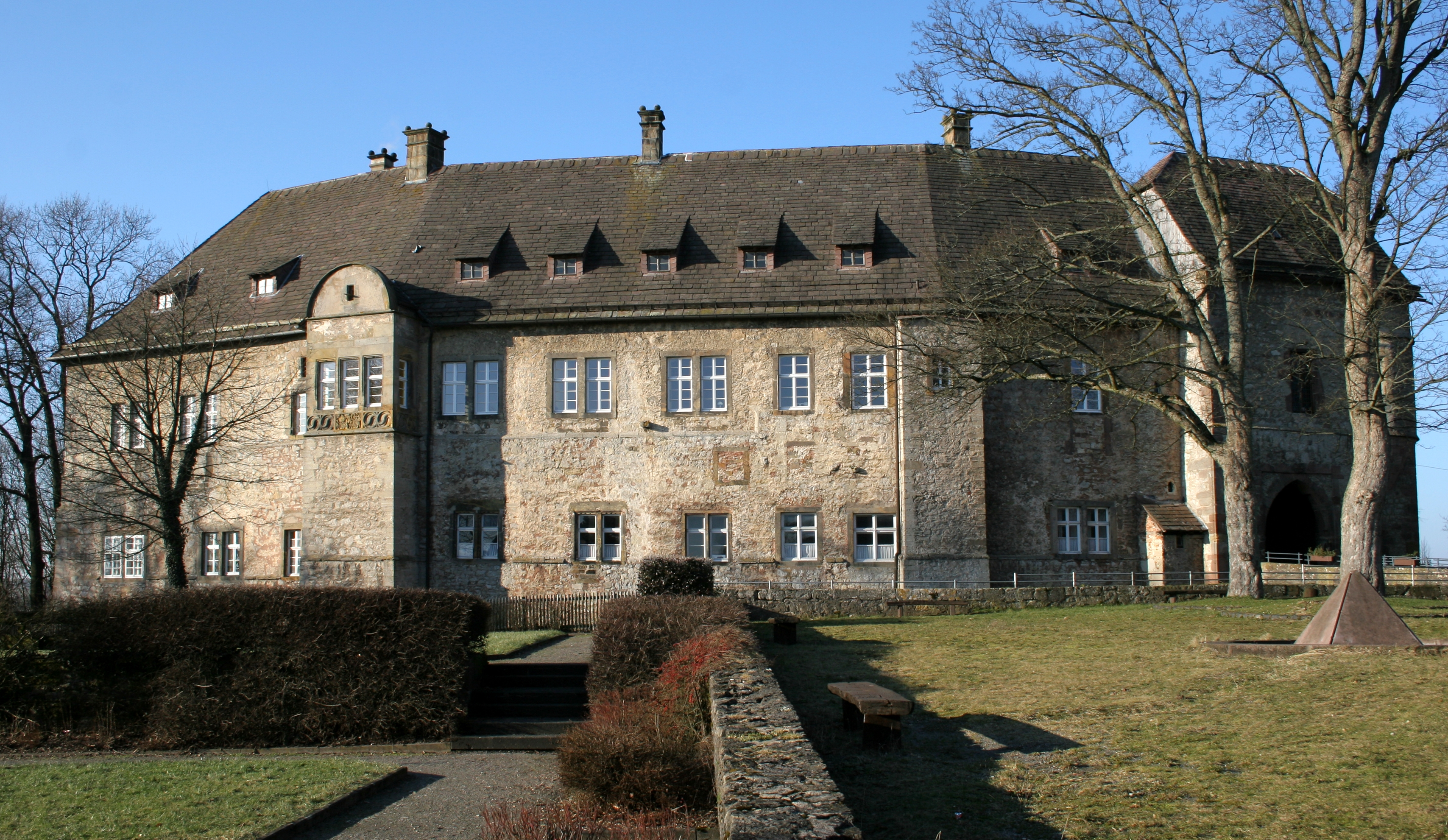
Zamek Dringenberg w Bad Driburg

## Współpraca
Miejscowość partnerska:
- Uebigau-Wahrenbrück, Brandenburgia